# Бжозувка (Поддембицький повіт)
Бжозувка (пол. Brzozówka) — село в Польщі, у гміні Унеюв Поддембицького повіту Лодзинського воєводства.
Населення — 123 особи (2011).
У 1975-1998 роках село належало до Конінського воєводства.

## Демографія
Демографічна структура станом на 31 березня 2011 року:
|          | Загалом | Допрацездатний вік | Працездатний вік | Постпрацездатний вік |
| -------- | ------- | ------------------ | ---------------- | -------------------- |
| Чоловіки | 62      | 12                 | 40               | 10                   |
| Жінки    | 61      | 7                  | 35               | 19                   |
| Разом    | 123     | 19                 | 75               | 29                   |